# The Capris
The Capris war eine US-amerikanische Doo-Wop-Gruppe, die insbesondere durch ihren Hit „There’s a Moon out Tonight“ aus dem Jahr 1961 bekannt wurde.

## Geschichte
Die Gruppe wurde Ende der 1950er Jahre an der „St.-Anthony-of-Padua“-Schule in der Bronx, New York City, gegründet (dieselbe Schule, die auch Geburtsstätte der Chantels war). Dort lernten einander Nick „Santo“ Santamaria, Mike Miniceli, Frank Reina, Vin Naccarato und John Cassese in der Baseballmannschaft kennen. Sie merkten, dass sie gut zusammen singen konnten, bildeten eine Vokalgruppe und gaben sich den Namen The Capris, da sie als italienischstämmige Amerikaner ein Faible für die Insel Capri hatten. 
1960 bekamen sie einen Plattenvertrag, und im Januar 1961 veröffentlichten sie  „There’s a Moon out Tonight“, das sofort auf Platz 3 der US-amerikanischen Charts schoss.
Obwohl anschließend noch einige weitere Singles veröffentlicht wurden, blieb ihr großer Hit unerreicht.
Mike Miniceli tourt heute noch auf Oldieveranstaltungen durch die USA.
Nick „Santo“ Santamaria ist am 30. Dezember 2010 im Alter von 69 Jahren an einem Krebsleiden verstorben.

## Diskografie

### Alben
- 1982: There’s a Moon Out Again (Ambient Sound 37714)
- 1982: A Hum Diddily Dee Do & Stars In The Sky (Collectables LP 5016, ursprünglich unveröffentlichte Songs)
- 1992: Morse Code of Love (Collectables 5450)
- 2000: The Very Best of The Capris (Collectables 5922)

### Singles
- 1958: There’s a Moon Out Tonight/Indian Girl (Planet 1010/11)
- 1961: Where I Fell in Love/Some People Think (Old Town 1099)
- 1961: Tears in My Eyes/Why Do I Cry (Old Town 1103)
- 1961: Girl in My Dreams/My Island in the Sun (Old Town 1107)
- 1961: Little Girl/When (Lost Nite 148)
- 1963: Limbo/From the Vine Came the Grape (Mr. McPeeke 118)
- 1982: Morse Code of Love/Morse Code of Love (Ambient Sound 02697)